# Фракції Європейського парламенту
Фра́кції Європе́йського парла́менту — політичні групи депутатів в Європейському парламенті. При цьому об'єднання депутатів у групи відбувається не за національною ознакою, а за їхньою партійною приналежністю. Фракція може бути формальним поданням загальноєвропейської партії (європартії) у Парламенті. В інших випадках вона може бути коаліцією з європейських партій, національних партій і незалежних політиків.

## Історія
Попри те, що установчі документи Європейського об'єднання вугілля і сталі не передбачали створення фракцій, вже після перших засідань Асамблеї об'єднання делегації не дотримувалися своїх національних груп, а голосували відповідно до своєї політичної приналежності, а 16 червня 1953 року ця практика була закріплена в регламенті Асамблеї прийняттям відповідної резолюції. Першими трьома групами були: «Християнські демократи» (згодом стала фракцією Європейської народної партії), «Соціалісти» (згодом — Прогресивний альянс соціалістів і демократів) і «Ліберали» (згодом — Альянс лібералів і демократів за Європу).
З розвитком ролі Парламенту формувалися і нові фракції. У 1965 році французькі голлісти заснували четверту фракцію — Європейський демократичний союз, а в 1973-му консерватори Великої Британії та Данії слідом за вступом їхніх країн в Європейське співтовариство сформували фракцію Європейських консерваторів, згодом після зміни назв приєдналася до фракції Європейської народної партії. Також в 1973-му з'явилася перша комуністична фракція — Комуністи і союзники.
Вибори 1984 року дозволили створити націоналістичним партіям, французькій «Національний фронт» і італійській «Італійський соціальний рух», фракцію «Європейські праві», а зеленим партіям і регіоналістам — «райдужну» фракцію. Євроскептично налаштована фракція «Європа націй» з'явилася в 1994 році.

## Поточний склад
Чинний склад обраний у 2019 році і є восьмим складом парламенту, що обирається. Депутати розділені на вісім груп — сім фракцій і група депутатів поза фракціями:
| Фракція | Фракція                                            | Склад | Лідер(и)                    | Рік заснування | Число депутатів |
| ------- | -------------------------------------------------- | --- | --------------------------- | -------------- | --------------- |
|         | Європейська народна партія (ЄНП)                   | Європейська народна партія (ЄНП) +2 національні партії, які не є членами загальноєвропейської                                                             | Манфред Вебер               | 2009           | 188             |
|         | Прогресивний альянс соціалістів і демократів (СіД) | Партія європейських соціалістів (ПЄС) +3 національні партії, які не є членами загальноєвропейської                                                        | Іраче Гарсіа                | 2009           | 136             |
|         | Патріоти за Європу                                 | | Жордан Барделла             | 2024           | 85              |
|         | Європейські консерватори та реформісти (ЄКР)       | Альянс європейських консерваторів та реформістів (АЄКР) Європейський християнський політичний рух (ЄХПР) + 2 незалежних депутата                          | Нікола Прокачіні Патрик Які | 2009           | 80              |
|         | Оновити Європу (АЛДЄ)                              | Альянс лібералів і демократів за Європу (АЛДЄ) Європейська демократична партія (ЄДП) + 1 національна партія, яка не є членом загальноєвропейської         | Валері Ає                   | 2019           | 75              |
|         | Зелені — Європейський вільний альянс (Зелені/ЄВА)  | Європейська партія зелених (ЕПЗ) Європейський вільний альянс (ЕСА) + 2 національні партії, які не є членами загальноєвропейської + 6 незалежних депутатів | Бас Ейкхаут Тері Райнтке    | 1999           | 53              |
|         | Ліві в Європейському парламенті                    | | Манон Обрі Мартін Ширдеван  | 2021           | 46              |
|         | Європа суверенних націй                            | | Рене Ауст Станіслав Тишка   | 2024           | 27              |
|         | Незалежні депутати (НП)                            | 12 національних партій | —                           | —              | 29              |
|         |                                                    | | Всього                      | Всього         | 719             |

## Партії за фракцією та країною
|                                                | Ліві                                                    | Лівоцентристи                                              | Центристи                                                        | Правоцентристи | Праві                                   | Ні ліві, ні праві                                        | Ні ліві, ні праві                    | Позафракційні партії                     | Позафракційні партії |
| Європейські об'єднані ліві/Ліво-зелені Півночі | Прогресивний альянс соціалістів і демократів            | Альянс лібералів і демократів за Європу / Оновлюючи Європу | Європейська народна партія                                       | Європейські консерватори та реформісти                                                                                    | Зелені — Європейський вільний альянс    | Ідентичність і демократія                                |                                      | Позафракційні партії                     | Позафракційні партії |
| ---------------------------------------------- | ------------------------------------------------------- | ---------------------------------------------------------- | ---------------------------------------------------------------- | --- | --------------------------------------- | -------------------------------------------------------- | ------------------------------------ | ---------------------------------------- | -------------------- |
| Австрія                                        |                                                         | Соціал-демократична партія Австрії                         | NEOS — Нова Австрія                                              | Австрійська народна партія                                                                                                |                                         | Партія Зелених                                           | Австрійська партія свободи           |                                          |                      |
| Бельгія                                        | Партія праці Бельгії                                    | Соціалістична партіяСоціалістична партія — інші            | Відкриті фламандські ліберали і демократиРеформаторський рух     | Християнські демократи і фламандціГуманістичний демократичний центрХристиянсько-соціальна партія                          | Новий фламандський альянс               | Союз екологів за організацію оригінальної боротьбиЗелені | Фламандський Інтерес                 |                                          |                      |
| Болгарія                                       |                                                         | Болгарська соціалістична партія                            | Рух за права і свободи                                           | Громадяни за європейський розвиток БолгаріїСоюз демократичних силДемократи за сильну Болгарію                             | ВМРО — Болгарський національний рух     |                                                          |                                      |                                          |                      |
| Греція                                         | Коаліція радикальних лівих                              |                                                            |                                                                  | Нова демократія | Грецьке рішення                         |                                                          |                                      | Комуністична партія Греції               |                      |
| Данія                                          | Червоно-зелена коаліція                                 | Соціал-демократи                                           | ВенстреРадикальна Венстре                                        | Консервативна народна партія                                                                                              |                                         | Соціалістична народна партія                             | Данська народна партія               |                                          |                      |
| Естонія                                        |                                                         | Соціал-демократична партія                                 | Партія реформ ЕстоніїЦентристська партія                         | |                                         |                                                          | Консервативна Народна партія Естонії |                                          |                      |
| Ірландія                                       | Шинн ФейнНезалежні за зміни                             |                                                            | Фіанна Файл                                                      | Фіне Гел |                                         | Зелена партія                                            |                                      |                                          |                      |
| Іспанія                                        | ПодемосОб'єднані лівіКраїна басків разом                | Іспанська соціалістична робітнича партія                   | Громадяни — Громадянська партіяБаскійська націоналістична партія | Народна партія | Вокс                                    | Республіканська лівиця КаталоніїКаталонія загалом        |                                      |                                          |                      |
| Італія                                         |                                                         | Демократична партія                                        |                                                                  | Вперед, ІталієПівденнотірольська народна партія                                                                           | Брати Італії                            |                                                          | Ліга Півночі                         | Рух п'яти зірок                          |                      |
| Кіпр                                           | Прогресивна партія трудового народу                     | Рух за соціал-демократіюДемократична партія                |                                                                  | Демократичне об'єднання                                                                                                   |                                         |                                                          |                                      |                                          |                      |
| Латвія                                         |                                                         | Соціал-демократична партія «Згода»                         | Розвиток/За!                                                     | Єдність | Національне об'єднання                  | Російський союз Латвії                                   |                                      |                                          |                      |
| Литва                                          |                                                         | Соціал-демократична партія                                 | Партія праціЛіберальний рух Литовської Республіки                | Союз Вітчизни — Литовські християнські демократи                                                                          | Виборча акція поляків Литви             | Союз селян і зелених Литви                               |                                      |                                          |                      |
| Люксембург                                     |                                                         | Люксембурзька соціалістична робітнича партія               | Демократична партія                                              | Християнсько-соціальна народна партія                                                                                     |                                         | Зелені                                                   |                                      |                                          |                      |
| Мальта                                         |                                                         | Лейбористська партія                                       |                                                                  | Націоналістична партія |                                         |                                                          |                                      |                                          |                      |
| Нідерланди                                     | Партія захисту тварин                                   | Партія праці                                               | Демократи 66Народна партія за свободу і демократію               | Християнсько-демократичний закликХристиянський союз50PLUS                                                                 | Форум за демократіюРеформістська партія | Зелені ліві                                              | Партія свободи                       |                                          |                      |
| Німеччина                                      | ЛівіОхорона людини, навколишнього середовища та тварини | Соціал-демократична партія                                 | Вільна демократична партіяВільні виборці                         | Християнсько-демократичний союзХристиянсько-соціальний союз                                                               | Сімейна партія Німеччини                | Союз 90/ЗеленіПартія піратів НімеччиниDie Partei         | Альтернатива для Німеччини           |                                          |                      |
| Польща                                         |                                                         | Союз демократичних лівих силВесна                          |                                                                  | Громадянська платформаПольська селянська партія                                                                           | Право і справедливістьОб'єднана Польща  |                                                          |                                      |                                          |                      |
| Португалія                                     | Лівий блокКомуністична партія Португалії                | Соціалістична партія                                       |                                                                  | Соціал-демократична партіяСоціал-демократичний центр — Народна партія                                                     |                                         | Люди-Тварини-Природа                                     |                                      |                                          |                      |
| Румунія                                        |                                                         | Соціал-демократична партіяПРО Румунія                      | Партія свободи, єдності і солідарностіСпілка порятунку Румунії   | Національна ліберальна партіяДемократичний союз угорців РумуніїПартія народного руху                                      |                                         |                                                          |                                      |                                          |                      |
| Словаччина                                     |                                                         | Курс — соціальна демократія                                | Прогресивна Словаччина                                           | РАЗОМ-Громадська демократіяХристиянсько-демократичний рухЗвичайні люди та незалежні особистості                           | Свобода та солідарність                 |                                                          |                                      | Котлеба — Народна партія Наша Словаччина |                      |
| Словенія                                       |                                                         | Соціал-демократи                                           | Список Мар'яна Шареца                                            | Словенська демократична партіяНова Словенія — Християнська народна партіяСловенська народна партія                        |                                         |                                                          |                                      |                                          |                      |
| Угорщина                                       |                                                         | Угорська соціалістична партіяДемократична коаліція         | Momentum                                                         | Фідес — Угорський громадянський союзХристиянсько-демократична народна партія                                              |                                         |                                                          |                                      | Йоббік                                   |                      |
| Фінляндія                                      | Лівий союз                                              | Соціал-демократична партія                                 | Фінляндський центрШведська народна партія                        | Національна коаліція |                                         | Зелений союз                                             | Істинні фіни                         |                                          |                      |
| Франція                                        | Непідкорена Франція                                     | Соціалістична партіяГромадське місцеНовий курс             | Вперед, республіко!Демократичний рух                             | РеспубліканціЦентристи |                                         | Екологія ЄвропиНезалежний екологічний альянс             | Національне об'єднання               |                                          |                      |
| Хорватія                                       |                                                         | Соціал-демократична партія Хорватії                        | Демократична асамблея Істрії                                     | Хорватська демократична співдружність                                                                                     | Хорватська консервативна партія         |                                                          |                                      | Жива стіна                               |                      |
| Чехія                                          | Комуністична партія Чехії і Моравії                     |                                                            | Так 2011                                                         | Християнсько-демократичний союз — Чехословацька народна партіяТрадиція, Відповідальність, Процвітання 09Мери та незалежні | Громадянська демократична партія        | Чеська піратська партія                                  | Свобода і пряма демократія           |                                          |                      |
| Швеція                                         | Ліва партія                                             | Соціал-демократична партія                                 | Народна партія — лібералиПартія центру                           | Помірна коаліційна партіяХристиянські демократи                                                                           | Шведські демократи                      | Партія зелених                                           |                                      |                                          |                      |